# Glengyle distillery
De Glengyle distillery is een whiskydistilleerderij, oorspronkelijk opgericht in 1872, in Campbeltown, Schotland, die deze eeuw opnieuw in productie is gebracht.

## Geschiedenis
De firma werd in 1872 opgericht door William Mitchell. Mitchell was eerder betrokken geweest bij de Springbank Distillery maar door een ruzie met zijn broer John, met wie hij samen eigenaar was van Springbank Distillery, trok hij zich terug en werkte vervolgens met zijn andere broers samen bij de Reichlachan-destilleerderij. Hij begon vervolgens zijn eigen firma, Glengyle. In 1919 werd Glengyle als gevolg van de slechte economische omstandigheden na de Eerste Wereldoorlog verkocht aan West Highland Malt Distilleries Ltd.; de crisis was een moeilijke tijd voor alle distilleerderijen in de regio van Campbeltown. In 1924 kreeg de firma opnieuw een nieuwe eigenaar en in 1925 werd de productie gestaakt en werden alle aandelen verkocht.
Een poging van Maurice Bloch om de distilleerderij te heropenen werd een mislukking doordat de Tweede Wereldoorlog uitbrak; Bloch en zijn broer exploiteerden ook de Glen Scotiadistilleerderij. Een tweede poging tot heropening in 1950 door Campbell Henderson Ltd. mislukte eveneens. De gebouwen van de distilleerderij werden tijdens de lange jaren buiten productie door plaatselijk clubs en bedrijven en bleven daardoor wel in goede staat van onderhoud.

## Heropening
De distilleerderij bleef vervolgens lange tijd gesloten; in 2000 werd het bedrijf Mitchell's Glengyle Ltd. opgericht met als doel de Glengyle distilleerderij weer op te bouwen en in productie te brengen. Mitchell's is gelieerd aan de Springbank Distillery en de productie van beide distilleerderijen staan onder het beheer van Mr. Hedley G. Wright, een nazaat van de familie Mitchell, de oorspronkelijke eigenaar van beide firma's.
Tussen 2000 en 2004 zijn de gebouwen gerestaureerd, is de productieinstallatie naar hedendaagse standaard gemoderniseerd en staan de gebouwen op de Statutory List of Buildings of Special Architectural or Historic Interest. Tijdens de renovatie werd gebruikgemaakt van oud materiaal, afkomstig van andere distilleerderijen die met de productie gestopt waren of die materiaal overhadden.

## Productie
De productie in de nieuwe Glengyle distilleerderij begon weer in 2004. Glengyle is de eerste nieuwe distilleerderij van dit millennium en maakt deel uit van een groot aantal nieuwe distilleerderijen, waaronder die op het eiland Arran, Shetland en de nieuwste distilleerderij van Islay's Kilchoman.
De whisky van de nieuwe distilleerderij wordt geen Glengyle genoemd worden maar zal gebotteld worden onder de naam Kilkerran. Dat is omdat de naam Glengyle eigendom is van Loch Lomond Distillers en door hen gebruikt wordt voor hun vatted malt whisky en ook omdat traditioneel gezien Campbeltown malts niet naar een Glen worden genoemd. De naam Kilkerran komt van de naam Ceann Loch Cille Chiarain, dat Head of the lake of Saint Kieran´s cell betekent, de naam van een plaatsje waarvan men gelooft dat de heilige Kieran daar verbleef en waar tegenwoordig Campbeltown ligt.

## Bottelingen
Het Kilkerran assortiment bestaat op dit moment (16-8-2025) uit de volgende single malt-varianten:
- 12y old Single Malt 46% vol
- 16y old Single Malt 46% vol
- 8 y old Cask Strength 55.6% vol
- Heavily Peated 58.4% vol